# Те Канава, Диггересс
Диггересс Рангитуатахи Те Канава (Diggeress Rangituatahi Te Kanawa; 9 марта 1920, Те-Куити — 30 июля 2009) — мастерица традиционного плетения маори, одна из влиятельных фигур в искусстве маори, принявшая активное участие в возрождении плетения, начавшемся в 1950-х годах.

## Семья
Те Канава происходила из семьи, принадлежавшей к иви нгати-маниапото, среди её предков также было несколько европейцев. Приходилась правнучкой Мате Те Рангитуатахи, дочери вождя, и переселенцу из Англии Луи Хетету, прибывшему в Новую Зеландию в 1842 году. Её дедушка по материнской линии Чарльз Хёртстоун также был европейцем. Мать Те Канавы — Рангимариэ Хетет (маори Rangimārie Hetet), также знаменитая мастерица плетения. Отец — Тухека Хетет — воевал в составе добровольческого батальона маори и назвал дочь Диггересс в честь «диггеров» (digger), то есть, солдат, рывших окопы.
Диггересс была болезненным ребёнком и в 12 лет перешла на домашнее обучение; мать научила её сбору новозеландского льна и плетению из него предметов одежды.
В 1940 году Те Канава вышла замуж за Тану Те Канаву, от которого родила 12 детей. Её дочь Ата Те Канава много лет работала генеральным директором Лиги «Благосостояние женщин-маори», а муж Тана приходился дядей новозеландской оперной певице Кири Те Канаве.

## Карьера
Те Канава использовала разнообразные материалы и техники, желая сохранить искусство плетения. В наибольшей мере её талант проявлялся при создании плащей, сочетавших перья и плетение танико.
В 1951 году новосозданная Лига «Благосостояние женщин-маори» попросила Те Канаву и её мать обучить других женщин плетению, которое в то время находилось в упадке. Те Канава, как и её мать, считала, что искусство плетения не сможет выжить, если не прекратить следовать запрету на обучение ему членов других иви, благодаря этому они сыграли важнейшую роль в возрождении этого ремесла.
Те Канава много путешествовала по стране и вне её, организовывая обмен опытом между мастерами искусства плетения и изучая экспонаты музеев. В 1988 году Те Канава посетила множество музеев в Англии и США, где изучила и описала множество маорийских плащей из их коллекций. Она основала первую организацию тихоокеанского плетения Aotearoa Moananui a Kiwa в 1983 году. В 1992 году вышла её книга «Плетение какаху» (англ. Weaving a Kakahu).
В 2000 году Те Канава получила Орден Заслуг, в 1988 — Почётный орден королевы. В 2007 году ей было присвоено звание почётного доктора наук Университета Уаикато.
Своим девизом Те Канава считала «Держаться за сокровища наших предков» (маори Puritia ngā taonga a ō tātou tūpuna).